# Capitolina Bustince Larrondo
Capitolina Bustince Larrondo (Ujué, 27 de octubre de 1864-Segovia, 23 de octubre de 1934) fue una profesora y escritora española.

## Biografía
En 1897 consta como profesora de Primera Enseñanza Superior en Pamplona. Se casó con Jacobo Salcedo y se trasladó a vivir a Segovia. No tuvo hijos. Fue la única mujer autora de manuales para las escuelas en Navarra durante el siglo XIX.

## Obra
La autora que se presenta como profesora de primera enseñanza superior, elabora un “Compendio histórico del antiguo Reino de Navarra para uso de los niños de ambos sexos” (Pamplona, 1898), una adaptación bastante literal de la obra “Resumen histórico del antiguo reino de Navarra”, del autor navarro Hermilio de Oloriz, dividido en 30 lecciones presentadas en forma de diálogo mediante un sistema de preguntas y respuestas breves, concisas y diáfanas. 
El fondo es pretendidamente «nabarrista o napartarra» o, como adelanta el prefacio, didáctico, para que los niños “se aficionen a relatar nuestras glorias e imitar las virtudes y proezas que fueron siempre el distintivo de la raza éuskara”. La Historia de Navarra llega al fin con la anexión del reino en 1512 a Castilla.